# الیوت (پیتسبرگ)
الیوت (به انگلیسی: Elliott) یک منطقهٔ مسکونی در ایالات متحده آمریکا است که در پیتسبرگ واقع شده‌است. الیوت محله‌ای کوچک و تپه ای در منطقه وستلند، پنسیلوانیا است. الیوت در شورای شهر پیتسبرگ توسط عضو شورای منطقه ۲ (محله‌های غربی) نمایندگی می‌شود و از کد پستی ۱۵۲۲۰ استفاده می‌کند. الیوت ۲٬۳۸۱ نفر جمعیت دارد.